# Tollenone
Il tollenone (dal latino  tolleno -onis) era una macchina da guerra che gli assedianti utilizzavano per raggiungere le mura nemiche.
Era formato da due travi tra loro collegate: una posta in modo verticale, l'altra in modo orizzontale appoggiata alla prima attraverso un montante girevole, al cui capo era ancorato un grosso cesto dove erano posti alcuni armati. Questi ultimi erano sollevati, facendo forza a mezzo di funi attraverso altri armati lasciati a terra, in modo da tirare verso il basso la parte posteriore della macchina d'assedio in questione, oltre a fare in modo di ruotare in direzione ed altezza la cesta posta al capo opposto. Sembra fu citato per la prima volta da Enea Tattico nella sua Poliorketika nel IV secolo a.C.